# Mikołajów (stacja kolejowa na Ukrainie)
Mikołajów (ukr: Станція Миколаїв) – stacja kolejowa w Mikołajowie, w obwodzie mikołajowskim, na Ukrainie. Jest częścią administracji Kolei Odeskej. Ważny węzeł kolejowy.
Znajduje się we wschodniej części miasta Mikołajów.
Na stacji zatrzymują się pociągi dalekobieżne i podmiejskie.

## Historia
Stacja została zbudowana w 1908 roku i otwarta pod nazwą Wodopij, od pobliskich wodociągów.
W 1966 roku stacja zmieniła nazwę na Mikołajów-Sortuwalʹnyj. Obecna nazwa stacji obowiązuje od 1987 roku, kiedy wybudowano nowoczesny budynek dworca kolejowego i zmieniono kierunek ruchu pociągów pasażerskich ze starej stacji.

## Linie kolejowe
- Linia Dołynśka – Mikołajów
- Linia Kołosiwka – Mikołajów
- Linia Snihuriwka – Mikołajów
- Linia Mikołajów – Chersoń